# Microlophus heterolepis
Microlophus heterolepis är en ödleart som beskrevs av  Wiegmann 1834. Microlophus heterolepis ingår i släktet Microlophus och familjen Tropiduridae. Inga underarter finns listade i Catalogue of Life.